# Ronas Hill

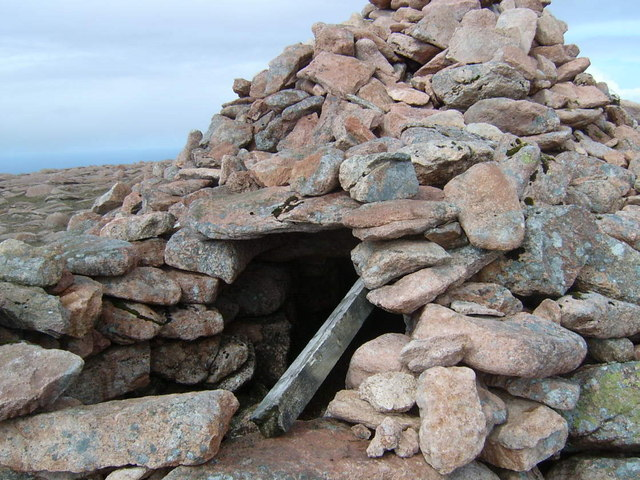
Der Ronas Hill Cairn

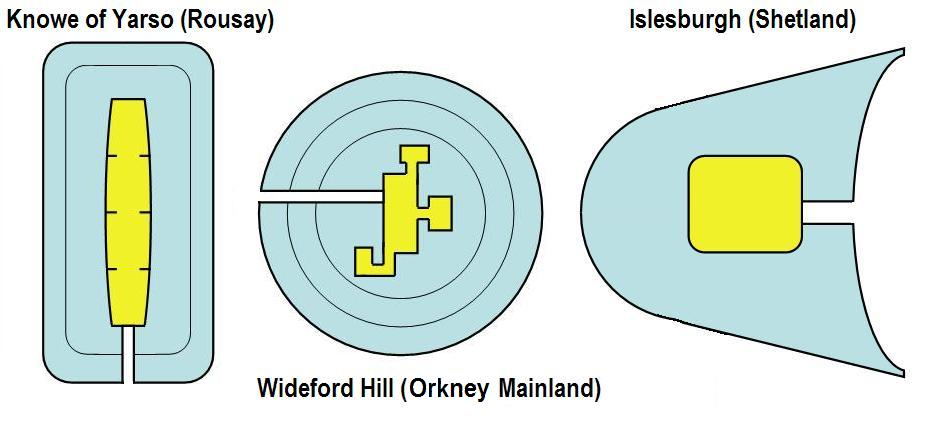
Formen von Megalithanlagen auf Schottlands nördlichen Inseln – rechts Heel-shaped Cairn

Der Ronas Hill (oder Rönies Hill) (450 m hoch) auf der Halbinsel Northmavine der Shetlandinsel Mainland ist der höchste Punkt der Shetland-Inseln in Schottland. Auf dem Gipfel befindet sich ein neolithisches Kammergrab (englisch chambered tomb) in einem Cairn. Ronas Hill (von altnordisch: rön) bedeutet steiniger Boden oder Geröll. Der Cairn ist als Scheduled Monument denkmalgeschützt.
Auf dem Hügel (Marilyn) liegt ein neolithisches Kammergrab in ungewöhnlicher Lage. Die meisten erhaltenen neolithischen britischen Cairns befinden sich nicht auf den Spitzen höherer Hügel. Nach Auskunft der örtlichen Bauern enthielt der Cairn bis Mitte der 1970er Jahre eine Vielzahl von Opfergaben, darunter sehr alte Münzen.   
Ursprünglich glaubte man, dass es sich um einen für Shetland typischen Heel-shaped Cairn handelt, dem eine konkave Fassade mit einem mittigen Zugang und einem abgerundeten Heck eine absatzförmige Form verleiht. Dem Zugang folgt ein kurzer Gang, der sich zu einer einfachen Kammer öffnet. Die Veränderungen am Hügel lassen aber eine genaue Einordnung nicht mehr zu.
In diesem Fall hat der Gang, der zu einer querstehenden, rechteckigen, 1,7 × 0,9 Meter messenden und knapp einen Meter hohen Kammer aus fünf seitlichen Steinplatten führt, etwa 2,4 Metern Länge. Die konkave Fassade (siehe Vementry) ist nicht mehr vorhanden und auch die Natur des abgerundeten Hecks ist fragwürdig. Der Ronas Hill Cairn zeigt durch den Mangel an Flechten auf den Steinen über dem Zugang einen Wiederaufbau seiner oberen Struktur an. Die Spitze aus rosa Granitsteinen ist vom Tal aus deutlich sichtbar und kann erhöht worden sein, um als Seemarke zu dienen. Der Cairn wurde offenbar auch von Soldaten während einer militärischen Übung in den 1960er Jahren verändert, als eine Mauer um seinen Eingang gebaut wurde.